# Leptopoecile
Leptopoecile es un género de ave paseriforme perteneciente a la familia Aegithalidae. El género perteneció una vez a la familia Sylviidae, pero un análisis del ADN mitocondrial los relacionó con dicha familia.

## Especies
Contiene las siguientes especies:
- Leptopoecile elegans; carbonerito elegante.
- Leptopoecile sophiae; carbonerito de Sophie.